# Nuvole Production
Nuvole Production (o, più semplicemente, Nuvole) è una etichetta discografica italiana con sede a Milano. L'etichetta è stata fondata da Fabrizio De André nel 1990 ed è attualmente diretta da Dori Ghezzi.

## Pubblicazioni
Fino al 2011 si è occupata esclusivamente alla pubblicazione di raccolte di Fabrizio De André.
Nel 2004 pubblica il video del famoso concerto di Teatro Brancaccio di Roma, registrato nel febbraio 1998.
Nel 2005 pubblica In direzione ostinata e contraria volume 1.
Nel 2006 pubblica In direzione ostinata e contraria 2 volume 2.
Nel 2008 pubblica il docufilm Effedia, curato da Teresa Marchesi.
Nel 2011 pubblica la collana Dentro Faber, un'opera composta da 8 dvd dai contenuti in gran parte inediti.
Nel 2011 produce Andrea Giops con l'album Io non sono Giuseppe verdi: è il primo artista esterno al mondo di De André in cui l'etichetta decide di credere. La produzione artistica del progetto è affidata a Luvi De André.
Nel 2011 pubblica Sogno N°1, una raccolta di canzoni di Fabrizio De André completamente riarrangiate in chiave sinfonica dalla London Symphony Orchestra diretta dal produttore inglese Geoff Westley.
Il disco presenta due duetti virtuali con Franco Battiato e Vinicio Capossela.
Nel 2012 pubblica il nuovo album dei Blastema Lo stato in cui sono stato

## Artisti Nuvole
- Fabrizio De André
- Cristiano De André
- Andrea Giops
- Blastema